# Ordnungspolizei

Proporczyk dowódcy Ordnungspolizei

Flaga Ordnungspolizei

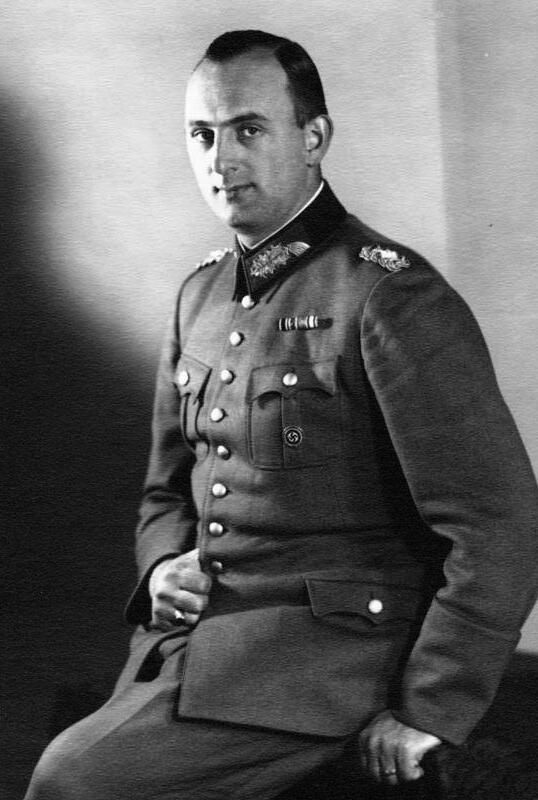
Szef Ordnungspolizei, SS-Oberstgruppenführer i Generaloberst policji Kurt Daluege w mundurze generała policji

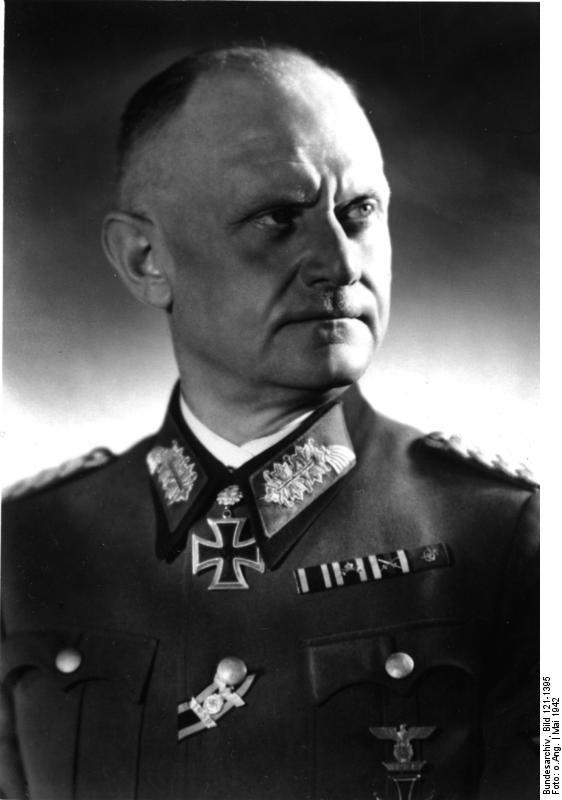
Alfred Wünnenberg

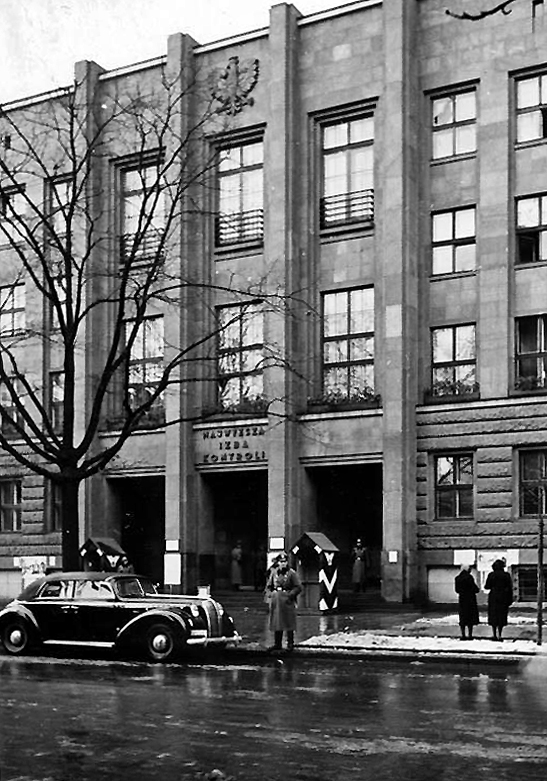
Gmach Najwyższej Izby Kontroli, w latach 1939–1945 warszawska siedziba Orpo

Ordnungspolizei (w skrócie Orpo, czasem OrPo, pol. Policja Porządkowa) – formacja istniejąca w III Rzeszy w latach 1936–1945, podporządkowana bezpośrednio głównodowodzącemu Heinrichowi Himmlerowi w stopniu Chef der Deutschen Polizei (pol. Szef Niemieckiej Policji). W praktyce na czele Orpo stał komendant główny (niem. Chef der Ordnungspolizei), zaś centralą Orpo był Główny Urząd Policji Porządkowej (niem. Hauptamt Ordungspolizei).
Szefem Ordnungspolizei był do 31 sierpnia 1943 SS-Oberstgruppenführer i Generaloberst policji Kurt Daluege, następnie do 8 maja 1945 SS-Obergruppenführer i generał policji Alfred Wünnenberg.
Obok Orpo drugim filarem narodowo-socjalistycznej struktury policyjnej była Policja Bezpieczeństwa (niem. Sicherheitspolizei, Sipo), składająca się z policji kryminalnej (niem. Kriminalpolizei, Kripo) i policji politycznej (niem. Gestapo) wraz ze Służbą Bezpieczeństwa (niem. Sicherheitsdienst, SD). 27 września 1939 z połączonych Sipo i SD utworzono RSHA (pol. Główny Urząd Bezpieczeństwa Rzeszy).

## Stopnie

### Stopnie generalskie
| Nazwa stopnia               | Odpowiednik w SS       | Naramiennik | Insygnia 1936-42 | Insygnia 1942-45 |
| Chef der Deutschen Polizei  | Reichsführer-SS        |             |                  |                  |
| Generaloberst der Polizei   | SS-Oberstgruppenführer |             | –                |                  |
| General der Polizei         | Obergruppenführer      |             | –                |                  |
| Generalleutnant der Polizei | Gruppenführer          |             | –                |                  |
| Generalmajor der Polizei    | Brigadeführer          |             | –                |                  |

### Stopnie oficerskie

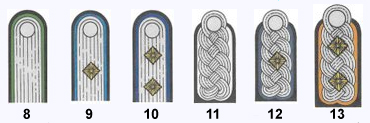

| Nazwa stopnia              | Odpowiednik w SS    | Naramiennik |
| Oberst der Polizei         | Standartenführer    |             |
| Oberstleutnant der Polizei | Obersturmbannführer |             |
| Major der Polizei          | Sturmbannführer     |             |
| Hauptmann der Polizei      | Hauptsturmführer    |             |
| Oberleutnant der Polizei   | Obersturmführer     |             |
| Leutnant der Polizei       | Untersturmführer    |             |

### Stopnie podoficerskie

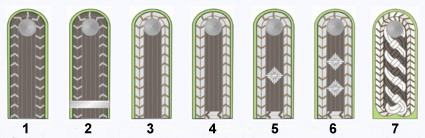

| Nazwa stopnia                                                                                                 | Tłumaczenie                                                                     | Odpowiednik w SS | Naramiennik |
| Meister | Mistrz                                                                          | Sturmscharführer | 7           |
| Hauptwachtmeister                                                                                             | Szef-wachmistrz                                                                 | Hauptscharführer | 6           |
| Revier-oberwachtmeister (Schupo) Bezirks-oberwachtmeister (Gendarmerie) Zugwachtmeister (Kasernierte Polizei) | Starszy wachmistrz dzielnicowy Starszy wachmistrz rejonowy Wachmistrz-plutonowy | Oberscharführer  | 5           |
| Oberwachtmeister                                                                                              | Starszy wachmistrz                                                              | Scharführer      | 4           |
| Wachtmeister                                                                                                  | Wachmistrz                                                                      | Unterscharführer | 3           |
| Rottmeister                                                                                                   | Mistrz drużynowy                                                                | Rottenführer     |             |
| Unterwachtmeister                                                                                             | Młodszy wachmistrz                                                              | Sturmmann        |             |
| Anwärter | Kandydat                                                                        | Mann             |             |

## Formacje podległe
W skład Policji Porządkowej Orpo w III Rzeszy, jak i w Generalnym Gubernatorstwie wchodziły:
- Schutzpolizei (Schupo, Policja Prewencyjna dosł. Policja Ochronna) w miastach powyżej 5000 mieszkańców i Kasernierte Polizei zwarte skoszarowane jednostki policyjne (bataliony i pułki policyjne por. Pułk Policji Krakau). Zwarte oddziały Schupo były używane także poza macierzystymi garnizonami, w tym na obszarze tyłowym frontu (m.i. z Einsatzgruppen) i w krajach okupowanych przez III Rzeszę, w tym na ziemiach polskich[1].
- Gendarmerie (Żandarmeria) w mniejszych miejscowościach – policja ochronna w mniejszych miejscowościach,
- Bahnschutzpolizei (Policja Kolejowa) – straż kolejowa,
- Feuerschutzpolizei (Policja Przeciwpożarowa) – zawodowa straż pożarna,
- Funkschutz (Straż Radiowa) – ochrona obiektów nadawczych,
- Luftschutzpolizei (Policja Przeciwlotnicza) – obrona przeciwlotnicza,
- Postschutz (Straż Pocztowa) – ochrona urzędów pocztowych, a także linii telegraficznych i telefonicznych,
- Technische Nothilfe (Wsparcie Techniczne) – zwarte oddziały inżynieryjno-saperskie,
- Verkehrspolizei (Policja Drogowa) – policja drogowa,
- Verwaltungspolizei (Policja Administracyjna) – odpowiadała za postępowania administracyjne,
- Wasserschutzpolizei (Policja Wodna) – policja rzeczna,
- Werkschutzpolizei (Policja Zakładowa) – straż w zakładach pracy.

Poza terenem Rzeszy w skład Policji Porządkowej wchodziły jeszcze inne struktury o charakterze policyjnym:
- Policja Polska Generalnego Gubernatorstwa (tzw. granatowa policja)
- Żandarmeria w Generalnym Gubernatorstwie
- Jüdischer Ordnungsdienst
- Białoruska Policja Pomocnicza
- Ukraińska Policja Pomocnicza